# Greater Yellowstone Ecosystem
Pour les articles homonymes, voir GYE.
Le Greater Yellowstone Ecosystem ou GYE (Grand Yellowstone) est un des derniers grands écosystèmes presque intacts de l’hémisphère nord. Il est situé dans le nord des montagnes Rocheuses, dans les régions du nord-ouest du Wyoming, du sud-ouest du Montana et de l’est de l’Idaho, et s’étend sur environ 80 000 km² (plus vaste que la Tchéquie). Le parc national de Yellowstone et le « hotspot » de la caldeira de Yellowstone s’y trouvent.  

## Histoire
Le parc national de Yellowstone avait été dessiné en 1872 en ne tenant compte que de l’aspect géologique des paysages de la région. Plus tard, la zone d’influence du parc fut étendue dans le but de prendre en compte l’aspect écologique de la région. Dans les années 1970, cependant, l'aire de répartition du grizzli (Ursus arctos) dans et près du parc est devenue la première limite minimale informelle d'un "écosystème du Grand Yellowstone" théorique qui comprenait au moins 16 000 kilomètres carrés. Depuis lors, les définitions de la superficie de l'écosystème se sont progressivement élargies. Une étude de 1994 a indiqué que la superficie était de 76 890 kilomètres carrés (Environ deux fois et demi la taille de la Belgique). Un discours prononcé en 1994 par un responsable de la Greater Yellowstone Coalition l'a élargie à 80 000 kilomètres carrés.  
En plus du parc national de Yellowstone, on intégra dans la zone les forêts nationales de Gallatin, Custer, Caribou-Targhee, Bridger-Teton et de Shoshone mais aussi le parc national de Grand Teton. Pour protéger l’environnement de cette zone d’influence naturelle gigantesque, le gouvernement américain a créé plus de 10 réserves sauvages (Wilderness Areas) en différents endroits.

## Aires protégées
Les zones gérées par le gouvernement fédéral à l’intérieur du GYE comprennent :
- Service des parcs nationaux des États-Unis (NPS) :
  - Parc national de Yellowstone (8983 km²)
  - Parc national de Grand Teton (1254 km²)
  - John D. Rockefeller, Jr. Memorial Parkway (97 km²)
- Service des forêts des États-Unis (USFS) :
  - Forêt nationale de Gallatin (8500 km²)
  - Forêt nationale de Custer (5173 km²)
  - Forêt nationale de Caribou-Targhee (12 000 km²)
  - Forêt nationale de Bridger-Teton (13 800 km²)
  - Forêt nationale de Beaverhead-Deerlodge (13 580 km²)
  - Forêt nationale de Shoshone (10 000 km²)
- United States Fish and Wildlife Service (USFWS) : 
  - National Elk Refuge (100 km²)
  - Refuge faunique national Red Rock Lakes (266 km²)
  - Refuge faunique national Grays Lake (79 km²)

Dix réserves naturelles nationales distinctes ont été établies dans les forêts nationales du GYE depuis 1966, imposant un niveau de protection de l’habitat plus élevé que celui utilisé par l’USFS.

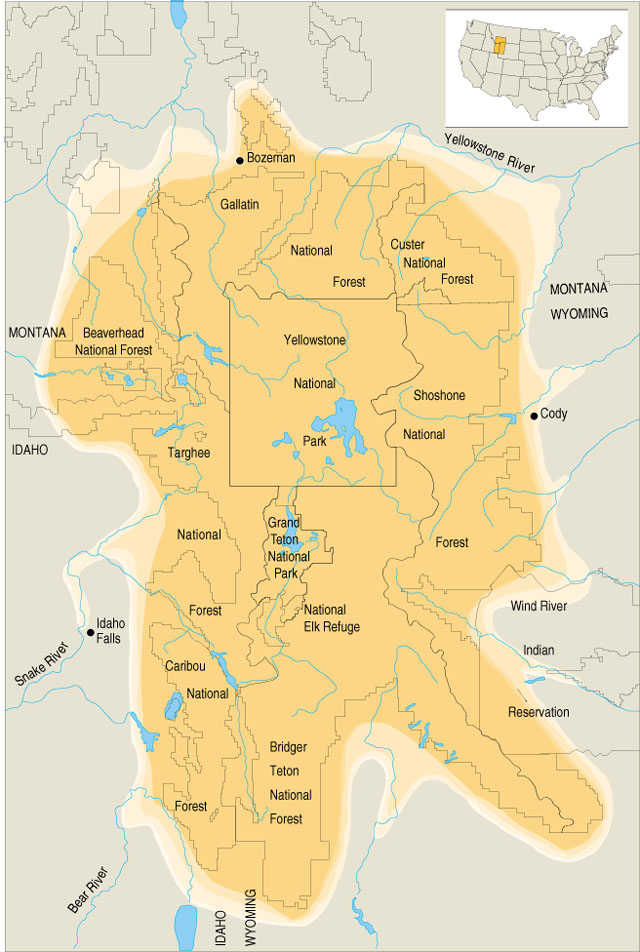
Carte